# Robuloididae
Robuloididae es una familia de foraminíferos bentónicos de la superfamilia Robuloidoidea, del Suborden Lagenina y del orden Lagenida. Su rango cronoestratigráfico abarca desde el Pérmico medio hasta la Kimmeridgiense (Jurásico superior).

## Clasificación
Robuloididae incluye a los siguientes géneros:
- Calvezina †
- Eocristellaria †
- Falsopalmula †
- Parinvolutina †
- Robuloides †

Otros géneros considerados en Robuloididae son:
- Cryptomorphina †
- Gourisina †
- Hubeirobuloides †
- Neoendothyra †, aceptado como Robuloides
- Pararobuloides †, aceptado como Robuloides